# Каспаров, Сергей Владимирович
Серге́й Влади́мирович Каспа́ров (ранее выступал под фамилией Кеворкя́нц; бел. Сяргей Уладзіміравіч (Кеваркянц) Каспараў; род. 8 августа 1968, Могилёв или Баку) — белорусский шахматист, гроссмейстер (2007), тренер, автор шахматных книг. Серебряный призёр чемпионата Белоруссии (1999, разделил 2—4 места), победитель командного чемпионата Белоруссии в составе команды «ОСДЮШОР» (2002).

## Биография
Окончил Белорусский государственный университет.
В 2000 году Каспаров стал бронзовым призёром турнира Olomouc Chess Summer. В 2006 году дважды становился призёром международных турниров (Фигерас, 1-е место; Сан-Себастьян, 1—2 места с Айменом Ризуком).
В 2008 году Каспаров принял участие в Arctic Chess Challenge и занял 8-е место, в 2009 году занял 3-е место на фестивале King’s Gambit в Липецке. В 2011 года занял 2-е место (делёж 2—6) на опен-турнире в Фагернесе. В 2016 году лидировал шахматном фестивале в Гронингене, но его обыграл будущий победитель Йорден ван Форест в решающем туре. В том же году занял 2-е место на турнире Australasian Masters.
В 2018 году на опен-турнире в Катманду Каспаров также был одним из лидеров, но проиграл в 7-м туре Шьяму Нихилу и в итоге занял 19-е место. В октябре на турнире Goa GM Каспаров разделил 1-4 места, став бронзовым призёром.
В 2019 году разделил 2—3 места на турнире Boardwalk Pearson GM в Порт-Элизабете.
Каспаров написал множество шахматных книг. Во время международных турниров он побывал во многих странах и выучил несколько европейских языков.
- Sergey Kasparov. The Dynamic Benko Gambit: An Attacking Repertoire for Black (англ.). — New In Chess, 2012. — 288 p. — ISBN 978-9056914066.
- Sergey Kasparov. Steamrolling the Sicilian: Play for a Win with 5.f3! (англ.). — New in Chess, 2013. — 240 p. — ISBN 978-9056914356.
- Sergey Kasparov. Understanding the Scandinavian (англ.). — Gambit Publications[англ.], 2015. — 176 p. — ISBN 978-1910093658.
- Сергей Каспаров. Волжский гамбит. Современная практика. — Русский шахматный дом, 2015. — 392 с. — ISBN 978-5-94693-414-5.
- Sergey Kasparov. A Cunning Chess Opening for Black: Lure Your Opponent into the Philidor Swamp (англ.). — New In Chess, 2015. — 288 p. — ISBN 978-9056915933.
- Sergey Kasparov. The Exchange Sacrifice (англ.). — Russell Enterprises, 2016. — 256 p. — ISBN 978-1941270226.
- Sergey Kasparov. The Hedgehog (англ.). — Everyman Chess[англ.], 2017. — 336 p. — ISBN 978-1781943588.
- Sergey Kasparov. The Bishop: Danger on the Diagonal (Power of the Pieces Series) (англ.). — Russell Enterprises, 2018. — 256 p. — ISBN 978-1941270950.

Каспаров женат на Татьяне, у них есть дочь Ева. Пара вместе играет в шахматы более 25 лет. Каспаров сказал: «Мы познакомились на шахматном турнире. Игра свела нас. Во время встреч мы обменивались письмами, теперь это смски». Дочь также хотела посвятить себя шахматам, но в итоге стала заниматься экономикой, в будущем выучила английский язык и перевела книги Каспарова. В шахматном мире Каспаров популярен, он родился в Баку, так же как и 13-й чемпион мира Гарри Каспаров, однако, они не являются родственниками.